# Брадавичести змии
Брадавичестите змии (Acrochordus) са род влечуги, единственият в семейство Acrochordidae.
Таксонът е описан за пръв път от шведския ботаник Клас Фредрик Хорнстед през 1787 година.

## Видове
- Acrochordus arafurae – Арафурска брадавичеста змия
- Acrochordus granulatus – Малка брадавичеста змия
- Acrochordus javanicus – Яванска брадавичеста змия